# Emilio Rodríguez Larraín Balta
Emilio Rodríguez-Larraín Balta (Lima, 2 de febrero de 1928-Lima, 23 de diciembre de 2015) fue un pintor, escultor, y arquitecto peruano, considerado uno de los pioneros del Land Art en América Latina.

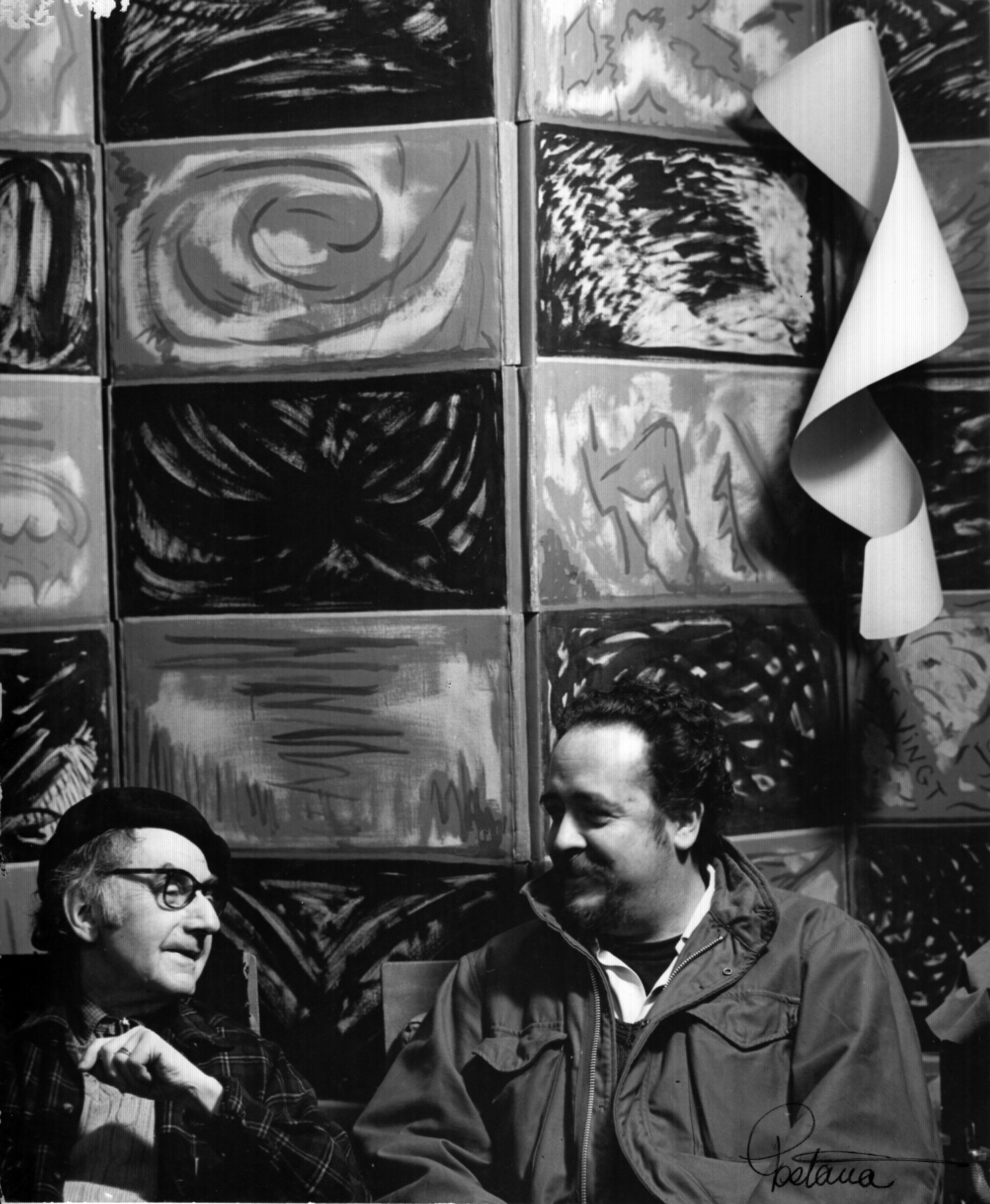
Emilio Rodríguez-Larraín y Man Ray en el estudio del artista en París, fotografiados por Baldomero Pestana en 1968.

A lo largo de una carrera multidisciplinaria, Rodríguez-Larraín desarrolló amistades e intercambios creativos con figuras icónicas de la vanguardia internacional como Marcel Duchamp y Man Ray, quienes influyeron profundamente en su enfoque conceptual. En 1991-92, participó en la exposición "Man Ray et ses Amis" en el Bunkamura Museum of Art de Tokio, junto a otros artistas como Salvador Dalí, Roberto Matta y Joan Miró, consolidando así su presencia en el ámbito artístico global.
Aunque pertenecía a la Generación del 50, su trayectoria refleja no solo la figura de un artista moderno, como señala la historiadora de arte Natalia Majluf, sino también la de una figura bisagra que logró conectar la tradición del modernismo con las corrientes emergentes del arte contemporáneo. A lo largo de su carrera, Rodríguez-Larraín se distinguió por su constante innovación, evitando repetirse y explorando nuevos enfoques abstractos y conceptuales que ampliaron los límites tradicionales del arte.

## Biografía
Nacido el 2 de febrero de 1928 en la Plaza Bolognesi, Emilio Rodríguez-Larraín Balta fue hijo de Fernando Rodríguez-Larraín Sáenz y Sofía Balta Hugues. Perteneciente a una familia limeña de renombre, por su línea materna fue biznieto del presidente José Balta y Montero y, por su línea paterna, nieto de Emilio Rodríguez Larraín, destacado político y empresario peruano.
En 1945, ingresa a la antigua Escuela de Ingenieros (actual Universidad Nacional de Ingeniería - UNI), a la especialidad de Arquitectura.En 1947 se integra a la "Agrupación Espacio" cuyo fundador fue Luis Miró Quesada Garland, su profesor.
Egresa de la Escuela de Ingenieros con el Gran Premio de Arquitectura en 1949. El mismo año viaja por primera vez a Europa con sus compañeros de promoción.
En 1950, realiza su primera muestra individual en la Galería de Lima, con Sérvulo Gutiérrez como su mentor.
En 1951, viaja becado a Madrid, junto con Alfredo Ruiz Rosas y Joaquín Roca Rey.
Sin embargo, luego de recorrer parte de Europa, en 1953 regresa a Lima donde ejecuta su único proyecto arquitectónico, la casa Lavalle en Villa.
En 1954 obtiene el segundo premio en el Concurso Manuel Moncloa y Ordoñez para la Casa Lavalle de Villa.
Regresa a Europa en 1956, donde vivirá hasta 1981. Sin embargo, en agosto de 1967, realiza una visita breve a Lima para exhibir en la Galería de la Editorial Francisco Moncloa en donde había expuesto hacía poco Jorge Eduardo Eielson.
En 1981, regresa a Lima donde se quedará hasta 1992, año en el que se instala en Miami, Florida, EE. UU.
En 1998 deja Miami para regresar de nuevo a Lima donde se quedará definitivamente.